# ريثيمنو
ريثيمنو: (باليونانية:Ρέθυμνο)، (بالإنجليزية:Rethymno)، مدينة يونانية تقع في جنوب البلاد ضمن جزيرة كريت، وهي مركز مقاطعة ريثيمنو أحد مقاطعات منطقة كريت الإدارية.

## الموقع، والسكان

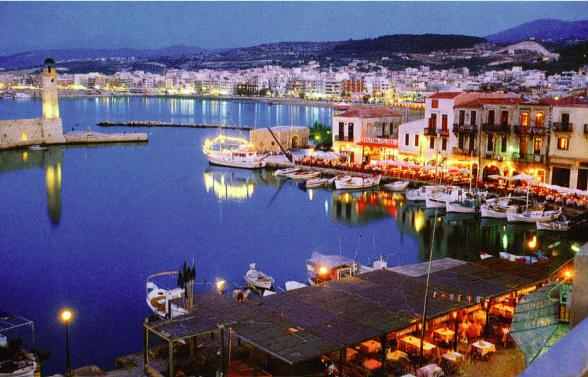
ميناء ريثيمنو الفينيسي

تقع المدينة على الساحل الشمالي لجزيرة كريت، وتبعد مسافة 65 كيلومتر عن إيراكليو عاصمة الجزيرة، ومسافة 48 كيلومتر عن مدينة خانيا ثاني أكبر مدينة كريتية. يبلغ عدد سكان المدينة حوالي 42 ألف نسمة وبالتالي تكون ثالث مدينة كريتية من حيث عدد السكان بعد إراكليو، وخانيا.

## التاريخ
يعود تاريخ المدينة للفترة المينوية، حيث كانت عبارة عن مستوطنة مينوية صغيرة تحت اسم ريثيمنا (Rithymna) على ساحل كريت، ولكنها لم تصل لمرتبة المدن الكريتية الأخرى في ذلك الزمن. على الرغم من صغر حجمها كمدينة استمرت في إصدار عملتها الخاصة وبالتمتع بامتيازات المدينة المستقلة على طول الفترة الرومانية. فقدت المدينة أهميتها منذ القرن الثالث للميلاد.
استعادت المدينة أهميتها أثناء الفترة الفينيسية والتي استمرت بين (1204-1669) م. حينما شعر الفينيسيون بحاجتهم لبناء ميناء جديد لسفنهم في منتصف المسافة بين كاندية وخانيا شهدت ريثيمنو في تلك الفترة ازدهاراً اقتصادياً وثقافياً كبيراً وأصبحت مركزاً أبرشياً، ومكان سكن طبقة نبلاء كريت.

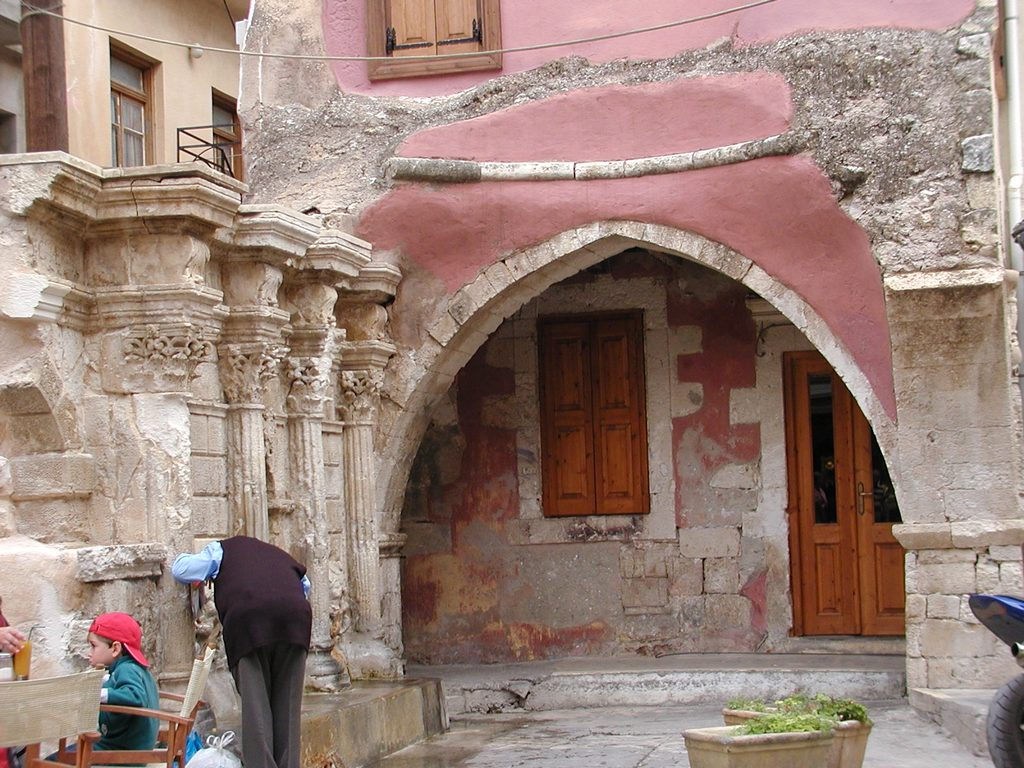
نافورة ريموندي

بدأت المدينة بالتعرض لهجمات القراصنة في أواخر الفترة الفينيسية ثم سقطت عام 1669 م. بيد العثمانيين. وقد تراجعت أهميتها خلال هذه الفترة كباقي مدن كريت.
سيطر عليها الجيش الروسي عام 1887 ومن ثم وفي عام 1913 انضمت مع باقي كريت إلى الدولة اليونانية حديثة النشأة.

## المعالم الأساسية
- حصن فورتيتزا (Fortezza): بني من قبل الفينيسيين عام 1574 على تلة باليوكاسترو، وهو يضم داخله عدة أبنية عامة، مخازن أسلحة، وجامع إبراهيم جان (Ibrahim Can) ذو القبة الكبيرة.
- المرفأ الفينيسي: بدأت عمليات البناء فيه منذ عام 1300 م. وقد استمرت على فترات متلاحقة بعد ذلك.
- نافورة ريموندي (Rimondi): وتعود للفترة الفينيسية، ويوجد بالقرب منها كنيسة القديس نقولا (أغيوس نيكولاوس) الأرثوذكسية، وكنيسة القديس روكو الفينيسية.
- بناء اللودجيا (Loggia): وهو أهم معلم أثري يعود لعصر النهضة في ريثيمنو، وهو بناء يعود للقرن السادس عشر، كان يستخدمه النبلاء الفينيسيون كمكان للقاء والاستجمام. تم تحويله إلى مسجد في الفترة العثمانية بعد إضافة مأذنة إلى جهته الغربية.
- مبنى المقاطعة (النومارخيون): ويعود تاريخ بناءه للعام 1845 م. وهو مبني على الطراز النيوكلاسيكي.
- مساجد ريثيمنو الثلاثة: تعود للفترة العثمانية وهي–مسجد بيلي باشا –مسجد قارا موسى باشا الذي يضم حالياً مجموعة من الأثار البيزنطية. –جامع نيراتزه (Neratze) والذي كان كنيسة القديسة كاترين في السابق ويستخدم حالياً كمبنى الكونسرفتوار الموسيقي.
- المدرسة التركية (Medresse): بنيت عام 1796 م.

## متفرقات
- توجد في المدينة بعض أقسام جامعة كريت.
- تعتمد المدينة بشكل أساسي في اقتصادها على السياحة وتجارة زيت الزيتون.
- أهم نادي كرة قدم في المدينة هو أستيراس ريثيمنون.